# A Twisted Christmas
Albums de Twisted Sister
Still Hungry
(2004)
A Twisted Christmas est le septième album musical du groupe Twisted Sister sorti en 2006.

## Liste des chansons
| No  | Titre                                  | Durée |
| --- | -------------------------------------- | ----- |
| 1.  | Have Yourself a Merry Little Christmas | 4:48  |
| 2.  | Oh Come All Ye Faithful                | 4:40  |
| 3.  | White Christmas                        | 3:56  |
| 4.  | I'll Be Home for Christmas             | 4:08  |
| 5.  | Silver Bells                           | 5:05  |
| 6.  | I Saw Mommy Kissing Santa Claus        | 3:39  |
| 7.  | Let It Snow                            | 3:09  |
| 8.  | Deck the Halls                         | 2:52  |
| 9.  | The Christmas Song                     | 3:40  |
| 10. | Heavy Metal Christmas                  | 5:14  |